# Etruria
Se även Etrurien.

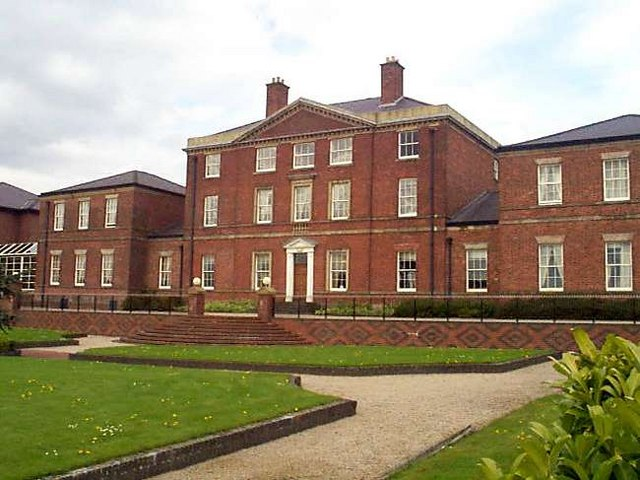
Etruria Hall, Wedgwoods säte.

Etruria är en förort till Stoke-on-Trent, i det engelska grevskapet Staffordshire. Det var ursprungligen en by som växte upp kring den porslinsfabrik som Josiah Wedgwood anlade 1769. Wedgwoodfabrikerna flyttades till Barlaston 1950. I området har även funnits gruvor samt järn- och stålverk.